# 과학주의
과학주의(科學主義, scientism)는 과학 이념이다. 과학주의라는 용어는 과학적 방법이나 유사 과학 표준의 응용에 부합되지 않는 부적절한 상황에서 허울뿐인 과학적 응용을 가리키는 것이 일반적이다.
과학철학에서 과학주의라는 용어는 더 극심한 논리실증주의적 표현의 비평을 암시하기도 하며 프리드리히 하이에크와 같은 사회과학자들, 또 칼 포퍼와 같은 과학철학자들, 그리고 힐러리 퍼트넘, 츠베탄 토도로프와 같은 철학자들에 의해 사용되고 있으며 이는 (이를테면) 과학 방법론의 독단적인 지지, 또 측정되거나 확증된 것들에 한정된 모든 지식의 감소를 기술하기 위해 사용된다.

## 미디어 참조
- 교조주의의 형태로서: 본질적으로 과학주의는 과학을 사실에 대한 절대적이고 유일한 정당한 접근으로 본다.[8]

## 같이 보기
- 반과학
- 반신론
- 구획문제
- 진화주의
- 유물론
- 자연주의
- 몽매주의
- 물리주의
- 실증주의
- 사이비 회의주의
- 급진 경험주의
- 실재론
- 환원주의
- 과학과 종교의 관계
- 상대주의
- 과학적 관리법
- 일반적인 오해 목록
- 환원주의
- 국가 무신론
- 기술관료제
- 디스토피아
- 세계관

## 참고 문헌
- Feyerabend, P; Feyerabend, PK (1993), 《Against Method》 3판, Verso, ISBN 978-0-86091-646-8.
- Peterson, Gregory R (2003), “Demarcation and the Scientistic Fallacy”, 《en:Zygon: Journal of Religion and Science》 38 (4): 751–61, doi:10.1111/j.1467-9744.2003.00536.x, the best way to understand the charge of scientism is as a kind of logical fallacy involving improper usage of science or scientific claims.
- Webster (1983), 〈Scientism〉, 《New Collegiate Dictionary》 Nin판.